# Potez 630
Потэ 630/631/633/637/63.11 (фр. Potez 630/631/633/637/63.11) — семейство французских цельнометаллических двухмоторных самолётов Второй мировой войны.

## История
Прототип разработан в конструкторском бюро компании «Аэроплан Анри Поте» под руководством Луи Королье (фр. Louis Coroller). Первый полёт опытный самолёт 630.01 совершил 25 апреля 1936 года в Мельте. Серийно производился на заводах компании SNCAN в городах Мельта, Кодбек-ан-Ко, Гавр, Ле-Мюро и Эвр с января 1938 года по июнь 1941-го. Всего изготовлено более 1275 самолётов. Самым массовым стал вариант 63.11, построенный в количестве 723 экземпляров.

## Применение

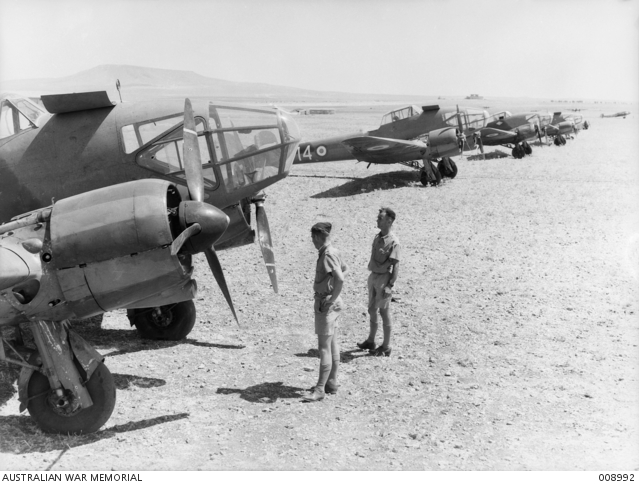
Potez 63.11 в Алеппо

На вооружение ВВС Франции истребительная модификация 631 поступила в сентябре 1938 года, бомбардировщики 633 — в июне 1939, разведчики 637 и штурмовики 63.11 летом — осенью 1939 года. Также бомбардировочная модификация стояла на вооружении ВВС Румынии с декабря 1938 года и ВВС Греции — с мая 1939 года. В октябре 1941 года часть захваченных немцами самолётов модификации 63.11 были переданы в ВВС Румынии. Первыми с октября по ноябрь 1940 года в боевых действиях приняли участие греческие бомбардировщики при отражении наступления итальянских войск в Албании. В боевых действиях французские самолёты использовались в Битве за Францию с мая по июнь 1940 года.
В январе 1941 бомбардировщики ВВС Франции применялись против войск Таиланда в Камбодже.
В ноябре 1942 года самолёты 63.11 правительства Виши противодействовали высадке союзников на побережье Северной Африки, тогда же французские ночные истребители использовались против немцев.
Румынские бомбардировщики участвовали в боях на Восточном фронте в Бессарабии и в районе Одессы с июня по ноябрь 1941 года, разведчики-штурмовики 63.11 использовались на Восточном фронте в 1942—1943 годах.
В Германии и Италии захваченные самолёты 63.11 использовались только как учебные.

### Греция
В январе 1938 года ВВС Греции заказали 24 бомбардировщика Potez 633 B2 Grec со сроком поставки в один год. Однако отправлены были лишь 13, а остальные 11 были реквизированы с началом войны. Из 13 прибывших в Грецию, один уничтожен в Танагре во время доставки. Все греческие машины, за вычетом одного фоторазведчика, были в варианте бомбардировщика. Среди установленного на них оборудования были винты регулируемого шага (с гидравлическим приводом), радиооборудование типа FR, перископический бомбовый прицел, прицел OPL 36 для стрелка и держатели GPU для 4 или 2 бомб. Эти самолёты принимали участие в операциях 1940—1941 годов в составе 31-й бомбардировочной эскадрильи, но были оставлены из-за отсутствия запчастей.

### Польша
В марте 1940 года предполагалось оснастить самолётами типа 63.11 польскую 1-ю разведывательную эскадрилью под командованием майора Эдварда Млынарского. Экипажи до мая 1940 года обучались во французских учебных центрах и ожидали назначения боевых самолетов на аэродроме Брон в Лионе. По случаю визита генерала Сикорского на два самолёта были нанесены польские опознавательные знаки. Данная эскадрилья не участвовала в боевых действиях, но некоторые польские экипажи летали на самолётах этого типа в составе французских разведывательных эскадрилий GR I/35, GR I/12, GA II/22 и GA I/36.

### Югославия
Королевские ВВС Югославии закупили 2 Potez 630. Они находились сначала в испытательной группе, а затем в 6-м истребительном полку, в составе которого летали до начала германского вторжения 1941 года. В самом начале кампании эти самолеты получили такие повреждения, что дальнейшего участия в ходе боевых действий не принимали..
Бомбардировщики сняты с вооружения ВВС Франции в августе 1940, во Французском Индокитае в мае 1941.
Истребители выведены из боевого состава в декабре 1942 года.
Как учебные самолёты использовались до 1946 года.

## Тактико-технические характеристики
- Источник данных «Уголок неба».

| ТТХ семейства Potez 630/631/633/637/63.11 |                                         |                                            |                                                                                       |                                                                                       |                                                                                       |
|                                           | 630                                     | 631                                        | 633                                                                                   | 637                                                                                   | 63.11                                                                                 |
| Технические характеристики                |                                         |                                            |                                                                                       |                                                                                       |                                                                                       |
| Экипаж                                    | 2                                       | 2                                          | 2                                                                                     | 3                                                                                     | 3                                                                                     |
| Длина, м                                  | 11,07                                   | 11,07                                      | 11,07                                                                                 | 11,07                                                                                 | 11,0                                                                                  |
| Размах крыла, м                           | 16,0                                    | 16,0                                       | 16,0                                                                                  | 16,0                                                                                  | 16,0                                                                                  |
| Высота, м                                 | 3,61                                    | 3,61                                       | 3,61                                                                                  | 3,61                                                                                  | 3,61                                                                                  |
| Площадь крыла, м²                         | 32,7                                    | 32,7                                       | 32,7                                                                                  | 32,7                                                                                  | 32,7                                                                                  |
| Масса пустого, кг                         | 2450                                    | 2450                                       | 2900                                                                                  | 2450                                                                                  | 3205                                                                                  |
| Масса нормальная взлётная, кг             | 3850                                    | 3760                                       | 4260                                                                                  | 4225                                                                                  | 4433                                                                                  |
| Масса максимальная взлётная, кг           | н/д                                     | н/д                                        | 4500                                                                                  | н/д                                                                                   | н/д                                                                                   |
| Объём топливных баков, л                  | н/д                                     | 765                                        | 765                                                                                   | 950                                                                                   | 950                                                                                   |
| Двигатель                                 | 2 × Hispano-Suiza                       | 2 × Gnome-et-Rhône                         | 2 × Gnome-et-Rhône                                                                    | 2 × Gnome-et-Rhône                                                                    | 2 × Gnome-et-Rhône                                                                    |
| Двигатель                                 | 14Ab 10/11                              | GR14Mars                                   | 14M-6                                                                                 | 14M-6                                                                                 | 14M-4                                                                                 |
| Мощность, л.с. (кВт)                      | 2× 720 (530)                            | 2× 660 (485)                               | 2× 670 (493)                                                                          | 2× 670 (493)                                                                          | 2× 700 (515)                                                                          |
| Лётные характеристики                     |                                         |                                            |                                                                                       |                                                                                       |                                                                                       |
| Максимальная скорость, км/ч               | 448                                     | 442 / 360                                  | 440                                                                                   | 435                                                                                   | 425 / 370                                                                             |
| Крейсерская скорость, км/ч                | 412                                     | 240                                        | 244                                                                                   | 321                                                                                   | 300                                                                                   |
| Практическая дальность, км                | 1300                                    | 1220                                       | 1300                                                                                  | 1150                                                                                  | 1500                                                                                  |
| Практический потолок, м                   | 10 000                                  | 9500                                       | 8000                                                                                  | 8000                                                                                  | 8000                                                                                  |
| Скороподъёмность, м/с                     | 10,3                                    | 11,8                                       | 9,5                                                                                   | 10,7                                                                                  | 9,7                                                                                   |
| Вооружение                                |                                         |                                            |                                                                                       |                                                                                       |                                                                                       |
| Наступательное                            | 2× 7,5 мм MAC 1934                      | 2× 20 мм HS-9 или HS-404 (90 сн. на ствол) | 1× 7,5 мм MAC 1934 (300 сн.)                                                          | 1× 7,5 мм MAC 1934 (300 сн.)                                                          | 1× 7,5 мм MAC 1934 (300 сн.)                                                          |
| Оборонительное                            | 1× 7,5 мм MAC 1934 турельный (1000 сн.) | 1× 7,5 мм MAC 1934 турельный (1000 сн.)    | 1× 7,5 мм MAC 1934 турельный (500 сн.), 1× 7,5 мм MAC 1934 неподвижно назад (300 сн.) | 1× 7,5 мм MAC 1934 турельный (500 сн.), 1× 7,5 мм MAC 1934 неподвижно назад (300 сн.) | 1× 7,5 мм MAC 1934 турельный (500 сн.), 1× 7,5 мм MAC 1934 неподвижно назад (300 сн.) |
| Бомбовое                                  | —                                       | —                                          | до 400 кг (4(8)×50 кг)                                                                | —                                                                                     | 8 × 10 кг                                                                             |

## Эксплуатанты
Франция
- ВВС Франции
- Авиация ВМС Франции

Вишистская Франция
- Авиация Виши (Armée de l’air de l’Armistice)

 Свободная Франция
- ВВС «Свободной Франции»:

 Польша
- ВВС Польши во Франции: 2 учебных Potez 63.11 у учебном лагере Лион-Брон

 Греция
- Королевские ВВС Греции: 12 машин из 24 заказанных, 31-я бомбардировочная эскадрилья

 Югославия
- Королевские ВВС Югославии: 2 (по другим данным 6 Potez 630/631)

 Швейцария
- ВВС Швейцарии: 1 Potez 630C3 и 1 632B2, № B-1 и B-2, соответственно.

 Румыния
- Королевские Румынские ВВС:

 Германия
- Люфтваффе (трофейные)

 Италия
- Regia Aeronautica

 Королевство Венгрия
- ВВС Венгрии в 1944 году от Германии получены 40 учебных Potez 63.11.

### Гражданские
- Франция Air Bleu: 2 самолёта, переделанные в почтовые.